# Abedim
Abedim es una freguesia portuguesa del concelho de Monção, con 8,89 km² de superficie y 260 habitantes (2001). Su densidad de población es de 29,2 hab/km².